# Bäckängsgymnasiet
Bäckängsgymnasiet är en gymnasieskola som ligger i centrala Borås. Skolan bildades 1968 genom en ombildning av Borås högre allmänna läroverk.

## Verksamhet
Skolan har utbildningar inom det estetiska programmet, naturvetenskapsprogrammet, samhällsvetenskapsprogrammet och humanistiska programmet. Sedan 2007 finns även det lokala designprogrammet. Skolan är på 15 000 m2 och omkring 1 600 elever kan studera på Bäckängsgymnasiet varje läsår och ungefär två tredjedelar av dessa är flickor. Gymnasiechef sedan augusti 2016 är Martin Eklöf.

## Föreningsliv

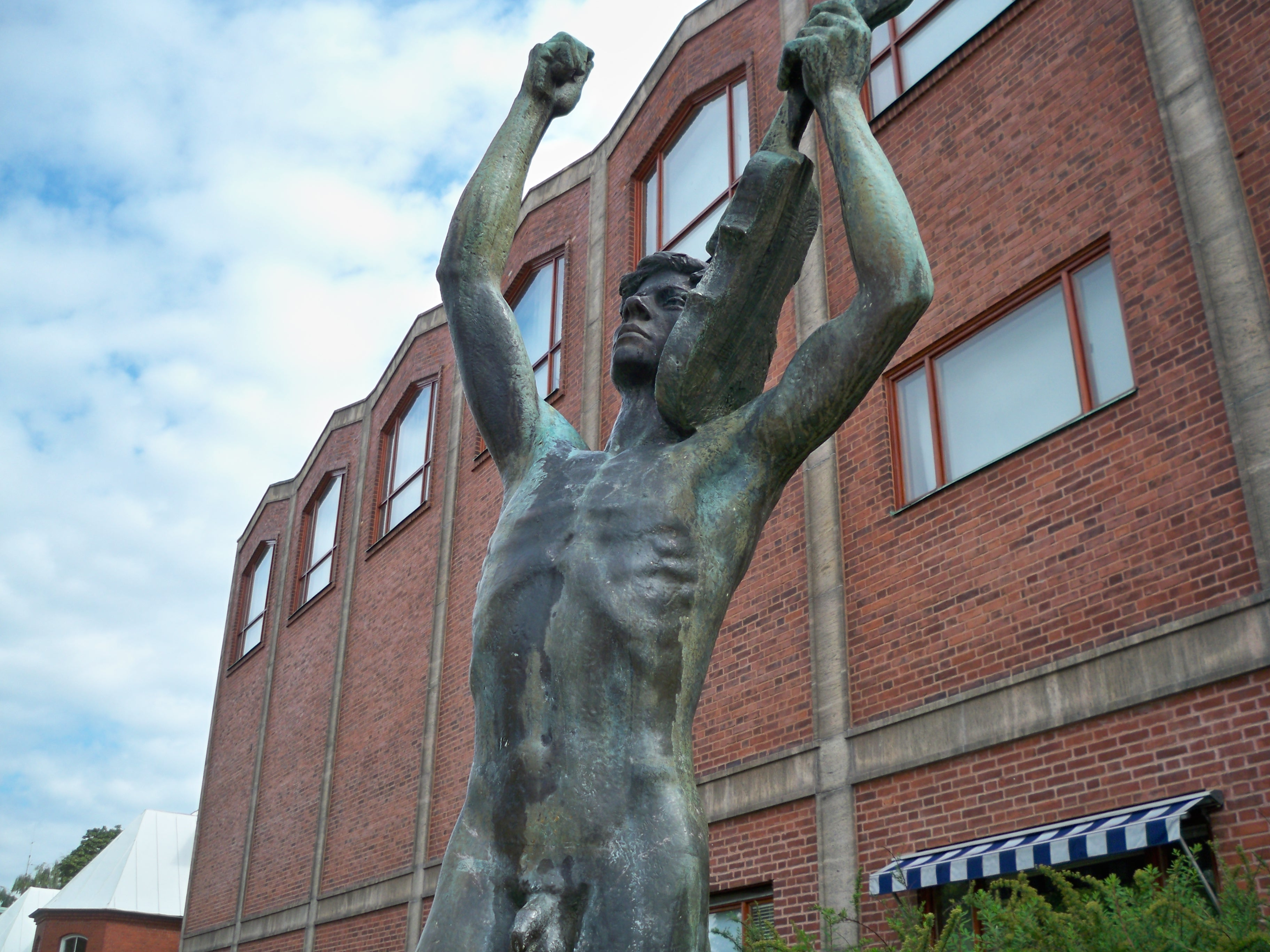
Eric Grate: Folkvisan (1937). Vid sidan av entrétrappan sedan 1949.

Bäckängsgymnasiet har omkring 30 elevföreningar. Första föreningen, Gymnasistkåren EOS, grundades redan den 10 september 1910. Dess syfte var att avlasta skolledningen från diverse servicearbete samt att tillvarata alla skolans kulturella intressen. Före detta statsministern Ingvar Carlsson samt skådespelaren Helge Skoog är hedersmedlemmar i föreningen. Eos står idag för de allra viktigaste aktiviteterna på skolan såsom Inskuttet, Luciatåget, Kulturveckan och sist men inte minst den årliga avslutningsbalen.
1912 fanns det omkring tio föreningar på skolan, däribland två kristna elevföreningar och två idrottsföreningar, samt en litteraturförening (som på 1950-talet slogs samman med Gymnasistkåren EOS). En annan viktig instans i föreningslivet är BB, Bäste Bäckängit. Varje år väljs två personer till posten och dessa fungerar sedan som stöd för elevföreningsnätverket EF under läsårets gång.
Förutom föreningarna finns också skolans elevråd. Elevrådet har två större syften; dels att bedriva en serviceverksamhet som går ut på att ge eleverna tillfälle att köpa skolkläder, skolkataloger, studentmössor och studentfotokatalog och i andra hand ska elevrådet också bedriva elevfacklig verksamhet.
Utöver dessa finns även ett stort antal andra föreningar, för att tillvarata samtliga av skolans intressen. Flera festföreningar, en kristen förening (Shalom), en lekförening (Playman), en aktiv skoltidning, två skolband, kulturella föreningar, politiska föreningar med flera.
I Göteborg bildades i februari 1964 Borås stad akademisk förening av studenter från HALIB åren 1960–1962. Föreningen lever fortfarande och har ett femtontal möten varje år. Vid mötena framsjunges utöver Boråsvisan också andra för tillfället lämpliga sånger samt diskuteras hur det var att växa upp i Borås på 1940- och 1950-talet.

## Elevtidningar
HALIB-krönikan är en för skolan traditionell företeelse. Tidningen släpps en gång per år, strax innan sommarlovet, och redaktionen till denna tidning består i regel av utgående treor som på något sätt varit aktiva inom föreningarna. I denna tidning skildras de flesta av skolans evenemang, stora som små. Tidningen är riktad främst till de utgående treorna.

## Kulturveckan och Ettornas dag
Varje år under vecka 17 arrangeras den så kallade kulturveckan av Gymnasistkåren EOS då de många elevföreningarna hittar på en rad aktiviteter, till exempel såpabandy och andra roliga lekar.
Varje år hålls även "ettornas dag" för att introducera de nya ettorna. Här visar man bland annat upp några av momenten från kulturveckan, men framför allt ger man de nya ettorna en presentation av skolans föreningsliv.

## Kända alumner
|  | - Sara Abdollahi, författare och litteraturkritiker - Hans Alsér, bordtennisspelare - Marie Anell, journalist, översättare - Görgen Antonsson, översättare, författare - Daniel Björk, journalist och författare - Ingvar Carlsson, statsminister - Jonas Colting, VM-medaljör i triathlon - Ann-Marie Ekengren, professor i statsvetenskap. - Greger Eman, HBT-förkämpe - Kristian Fredén, författare - Bertil Goldberg, musiker, skådespelare - Eva Gothlin, genusforskare - Thomas Grundberg, översättare - Magnus Haglund, kulturskribent - Lars Hagström, kulturskribent, översättare - Sara Hansby Reis, journalist och redaktör för Fozzie Fanzine - Johan Hilton, journalist och författare | - Lennart Hjalmarsson, professor i nationalekonomi - Pål Hollender, konstnär - Nils Horner, journalist - David Lindström, skådespelare, musiker - Göran Malmqvist, sinolog, medlemav Svenska Akademien - Henning Mankell, författare - Simona Mohamsson, partisekreterare för Liberalerna - Frida Oliv, bildkonstnär - Hans Rosenfeldt, dramatiker, programledare - Christoffer Schander, marinbiolog - Helge Skoog, skådespelare - Fredrik Sixten, tonsättare - Kristoffer Svensson, komiker och författare - Lars Tunbjörk, fotograf - Björn Werner, journalist och författare - Ola Wong, journalist och författare - Gunnel Wåhlstrand, bildkonstnär |